# Обивалин, Сергей Сергеевич
Серге́й Серге́евич Обива́лин (род. 20 марта 1995, Москва, Россия) — российский футболист, защитник «Волгаря».

## Карьера
Воспитанник московских команд «Буревестник» и «Трудовые Резервы».
В 2013 году перешёл в «Крылья Советов», в составе которых дебютировал 30 августа 2014 года в матче Кубка России 2014/2015 против «Астрахани» (4:1).
В сезоне 2015/16 выступал за клуб «Лада-Тольятти» на правах аренды.
В 2017 году перешёл в литовский «Атлантас». Его дебют в чемпионате Литвы состоялся 4 марта 2017 года в матче против «Жальгириса» (1:2).
В составе «Черноморца» в 2018 году принимал участие в странном матче команды с «Чайкой» (1:3), результат которого в РФС посчитали неспортивным. В поединке защитник заработал в свои ворота пенальти. По итогам расследования РФС вина Обивалина в сговоре не была доказана, и футболист избежал дисквалификации.
В феврале 2020 года подписал контракт с ивановским «Текстильщиком». В конце июля 2024 года, после выступлений в первой лиге, защитник пополнил состав ростовского СКА из медаилиги.

## Достижения
- Победитель Первенства ФНЛ: 2014/15
- Бронзовый призёр группы 1 первенства ПФЛ: 2022/23